# ZONE OF THE ENDERS
『ZONE OF THE ENDERS』（ゾーン・オブ・エンダーズ）は、コナミコンピュータエンタテインメントジャパン（以下KCEJ）が開発・販売したゲームシリーズの総称。「Z.O.E」（ゾーイ、ズィーオーイー）と略される。世界観を共有するアニメーション作品も作られている。

## 概要
“オービタルフレーム”と呼ばれる人間搭乗型の巨大な高機動人型ロボットを操って戦うアクションゲームである。設定のモチーフや作中のロボットの名称にはエジプト神話由来のものが多い。
キャラクターのデザインやストーリー展開が日本のSFロボットアニメーションを強く意識して作られている。ゲーム（1作目）発売前から同一世界観をもつアニメ作品の製作が決定し、ゲームとアニメを同時に見ることでより深くZ.O.Eという作品を体験できるメディアミックス戦略も行われていた（アニメはOVAと連続テレビアニメの2作品が製作された。どちらも製作はサンライズ及びバップ）。
開発は『メタルギアシリーズ』で名を馳せていたKCEJが行い、メタルギアシリーズの生みの親である小島秀夫がプロデュースを、同じくメタルギアシリーズのアートディレクターを務める新川洋司がメカニックデザインを担当。KCEJがコナミ株式会社に吸収合併され、コナミデジタルエンタテインメント内開発スタジオである小島プロダクションが発足した後も、基本的には同スタジオによってIP運営がなされていた。
『ANUBIS』以降、長らく休止状態となっていたが、2012年にはゲームやアニメ版がHDリマスター化されて随時リリース。さらに同年5月に行われたイベント「ZONE OF THE ENDERS HD（はいだら）-NIGHT 宇宙最速〜ReBOOT」において、続編を開発していることが発表されたが、HDリマスター版のクオリティ問題によって続編の開発は凍結され、現在に至る。

### シリーズ略史
- 2001年3月　ゲーム第1作『ZONE OF THE ENDERS Z.O.E』（ゾーン・オブ・エンダーズ、以下『Z.O.E』）発売
「ロボットアニメ・シミュレータ」というジャンルを謳い、小島秀夫プロデュースの下キャラクターデザインとカットシーン演出に元アニメーターの西村誠芳を起用するなど、『メタルギアソリッド』に並ぶ“小島組”作品として注目を集める。ゲーム発売直前にはテレビ東京で特別番組も放映されるなど、大々的な宣伝も行われた。
また初回版には当時発売を控えていた『メタルギアソリッド2 サンズ・オブ・リバティ』の体験版が同梱された。
- 2001年3月　アニメOVA『Z.O.E 2167 IDOLO』（ゾーン・オブ・エンダーズ 2167 イドロ、以下『IDOLO』）発売
史上初のオービタルフレーム開発にまつわる物語。『Z.O.E』と同時に発売された。
- 2001年4月　連続テレビアニメ『Z.O.E Dolores, i』（ゾーン・オブ・エンダーズ ドロレス・アイ、以下『Dolores, i』）放送開始
『IDOLO』の直接的な続編。主役はピンク色の女性型巨大ロボット、人間の主人公が家族持ちの中年男性といった特異な要素が情報誌などで注目される。ゲームの設定も活かしたストーリー展開を取り、全26話を同年9月まで放送。
- 2001年9月　『Z.O.E 2173 TESTAMENT』（ゾーン・オブ・エンダーズ 2173 テスタメント）発売
KCEJとサンライズの双方のスタッフが参加した外伝作品。主開発はウィンキーソフトが担当で、同社が手掛けてきたスーパーロボット大戦シリーズに似たシミュレーションRPGとなる。現状ではシリーズ唯一の携帯ゲーム機作品。
- 2003年2月　『ANUBIS ZONE OF THE ENDERS』（アヌビス：ゾーン・オブ・エンダーズ、以下 『ANUBIS』）発売
一連のゲーム・アニメの流れを踏まえた直接の続編。新たに開発された「Z.O.E シェード」とよばれる3DCG描画技術によるグラフィック、ゴンゾ・ディジメーションの制作によるアニメーション、アクションパートとストーリーパートをシームレスに繋いだ演出、より多彩な操作感覚などが盛り込まれた。また、株式会社アトラス所属の金子一馬がゲストデザインとして参加している。
- 2004年〜2011年　シリーズ休止状態中の動向
『ANUBIS』以降、小島プロダクションは『メタルギアソリッド』シリーズや携帯機向けの『ボクらの太陽』シリーズ等に注力する状況になったため、Z.O.Eシリーズは長らく新規展開が休止状態となった。小島は小島プロダクション公式ウェブログ「コジブロ」（以下「コジブロ」）にて、ANUBISについて「発売日のタイミングを見誤った為に売上が伸び悩んだ」と言及しており、シリーズ休止の原因として売上不振のため新規企画が立ち上げづらくなったことを示唆している[1]。
- 2006年9月28日、イギリスのゲーム雑誌『PSM3 The PlayStation 3 Magazine』(Future Publishing)の「issue 80」に、「Zone of the Enders 3 Close to the Enders」という見出し、「News just in ZOE is back on PS3」（ZOEがPS3に戻ってくる）という書き出しで、2007年に小島プロダクション製作で新作が作られる予定であるという記事が掲載された（この際は、あくまでも噂の域を出ずに終わった）。
- 2009年10月17日、小島が「コジブロ」にて「『ANUBIS』の続編の企画について概要は既に頭の中には存在しており、時期の約束は出来ないが開発をする」と語る[1]。この際には、一時的にブログへのアクセス数が東京ゲームショウ開催時並みに高まった[2]。
- 2011年9月、東京ゲームショウ2011のコナミブースにおいて、シリーズ再起動を正式表明。『Z.O.E』と『ANUBIS』HDリマスター版の製作・2012年内のリリースを発表した。
- 2012年5月25日、新宿で行われた『ZONE OF THE ENDERS HD EDITION』のプレビューイベント「ZONE OF THE ENDERS HD（はいだら）-NIGHT 宇宙最速〜ReBOOT」では、鳥山亮介をプロデューサーに据えた続編製作プロジェクト「エンダーズプロジェクト」の発表が行われ、シリーズ休止から初めて具体的な続編の製作が表明された。その際、新川洋司画のキャラクターや、胸部のAIボールの箇所に髑髏があしらわれた、オービタルフレームとは似て非なる有機的で禍々しい機体といった、アニメーション要素に拘っていたこれまでのシリーズとは一線を画するリアル要素を重視したイメージデザインが公開された。これに関して小島は、正統続編とは少々異なる方向性で企画を考えていると語った。
- 2012年9月、東京ゲームショウ2012のコナミブースにて、エンダーズプロジェクトの進捗について、小島は「海外市場を意識して例の企画イメージを公開したが、その後の評価が芳しいとは言えない為、ボツにして正統続編で作り直す事にした」と、続編の方向性を『Z.O.E』や『ANUBIS』の流れを汲む『正統続編』に転換する事を表明した。
- 2012年10月25日　『ZONE OF THE ENDERS HD EDITION』（ゾーン・オブ・エンダーズ エイチディー エディション、以下 『HD EDITION』）発売
前述の通りPlayStation 2版の2作品をHDリマスタリングしワンパッケージ化、（PlayStation 3、Xbox 360版）の2機種で同時発売[3]。PS3版には限定版のみ数量限定特典としてメタルギア ライジング リベンジェンス体験版のプロダクトコードを同梱。
当初はPlayStation Vita版も予定されていたが、スペック上の問題から発売中止となった。
- 2013年5月3日、「コジブロ」にて配信された「Mogren Radio」にて、『HD EDITION』のリマスタリングプロデューサー・是角有二がPlayStation 3版の処理落ちの多さに関するユーザーの意見が多かった事を述べ、後日問題箇所を修正したパッチを配信する事を発表した。また同時に、今回の問題に対し続編製作プロジェクト「エンダーズプロジェクト」の一時凍結を発表した。凍結の理由について、小島は「修正されたHD EDITIONをプレイして貰ってから、もう一度続編が欲しいか問いかけたい」と述べていることから、小島氏本人の意思で凍結されたともいえる。
- 2015年3月19日、コナミデジタルエンタテインメントの製作本部制への移行に伴い小島プロダクションが解体、コナミデジタルエンタテインメント第3制作本部第8制作部として再編され、エンダーズプロジェクトは発展的解消となった。
- 2015年9月2日　『メタルギアソリッドV ファントムペイン』発売
Z.O.Eシリーズとは直接関係ない作品ながら、作中武器バイオニックアームのひとつとしてアージェイトとジェフティのサブウェポンである「ウィスプ」を再現した「HAND OF JEHUTY」が登場。
- 2015年12月16日、小島がコナミデジタルエンタテインメントを退社。新たにゲーム開発スタジオ「コジマプロダクション」を設立し独立したが、ZOEシリーズの版権はコナミが所持したままになる。
- 2017年9月19日に開催された「2017 PlayStation Press Conference in Japan」にて、『ANUBIS ZONE OF THE ENDERS』の4K/VR対応リマスター版である『ANUBIS ZONE OF THE ENDERS : M∀RS』の制作が発表された。Cygamesとコナミデジタルエンタテインメントの共同開発タイトルとなる。
- 2018年9月6日　『ANUBIS ZONE OF THE ENDERS : M∀RS』（アヌビス：ゾーン・オブ・エンダーズ マーズ、以下 『M∀RS』）発売
- 2018年9月11日　Xbox 360版『HD EDITION』がXbox Oneの後方互換タイトルに加えられた[4]。

## 作品世界
物語の舞台は22世紀の太陽系であり、地球人類は人口問題や環境問題の深刻化から宇宙に生活圏を拡げた。
地球周辺のラグランジュポイントにスペースコロニーが建設され、火星をテラフォーミングし、16のカウンティ（州）を設けて植民地とした。さらに、資源確保のため木星圏にまで進出し、衛星エウロパのラグランジュポイント・L5 にコロニー「アンティリア」を建設した。だが、地球に住む人間の中には火星以遠に住む者を、また火星住民はアンティリア（木星圏）に住む者を「エンダー（田舎者の意）」と呼んで差別する者が少なくなかった。
また、地球の半分以下の重力しかない火星で生まれ育った者は地球出身者に比べて筋力的に劣る（地球出身者に殴られただけで全治数ヶ月の重傷を負うという事例がある）ことから、地球出身者は火星出身者を見下し、逆に火星出身者の中には半ばコンプレックスに基づく反地球的な気運が高まっていった。そうした背景の中、未だ植民地に過ぎない火星では国連宇宙軍 (UNSF) が武力を背景とした監視活動や弾圧を行い、それに対抗して火星側のレジスタンス活動などが活発化。その中でも反地球思想の強いカウンティ「バシリア」は軍事組織「バフラム」を結成、新兵器オービタルフレームを開発して地球の物量に対抗しようとしていた。

## シリーズ一覧
| 2001 | ZONE OF THE ENDERS Z.O.E                  |
| 2001 | Z.O.E 2173 TESTAMENT                      |
| 2002 |                                           |
| 2003 | ANUBIS ZONE OF THE ENDERS                 |
| 2004 | ANUBIS ZONE OF THE ENDERS Special Edition |
| 2005 |                                           |
| 2006 |                                           |
| 2007 |                                           |
| 2008 |                                           |
| 2009 |                                           |
| 2010 |                                           |
| 2011 |                                           |
| 2012 | ZONE OF THE ENDERS HD EDITION             |
| 2013 |                                           |
| 2014 |                                           |
| 2015 |                                           |
| 2016 |                                           |
| 2017 |                                           |
| 2018 | ANUBIS ZONE OF THE ENDERS : M∀RS          |

### ゲーム作品
- ZONE OF THE ENDERS Z.O.E（2001年3月1日、PS2）

シリーズ第1弾。敵襲中のコロニーを舞台に、偶然にもOF「ジェフティ」に乗り込んでしまった少年の戦いを描く。
- Z.O.E 2173 TESTAMENT（2001年9月27日、GBA）

シリーズ外伝。火星を舞台に反地球レジスタンスの立場から戦うシミュレーションゲーム。
- ANUBIS ZONE OF THE ENDERS（2003年2月13日、PS2）
  - ANUBIS ZONE OF THE ENDERS Special Edition（2004年1月13日、PS2）
  - ANUBIS ZONE OF THE ENDERS : M∀RS（2018年12月12日、PS4、Steam）

ジェフティとアヌビスを巡る物語の完結編。バフラムとの最後の戦いを描く。

#### リマスター
- ZONE OF THE ENDERS HD EDITION（2012年10月25日、PS3、360）

### アニメ作品
- Z.O.E 2167 IDOLO

『Z.O.E』と同時発売されたOVA。『Z.O.E』の5年前、史上初のOF開発とそれに深く関連する「ダイモス事件」を描く。
- Z.O.E Dolores, i

2001年に放送されたテレビアニメ作品で、『IDOLO』の直接の続編。時系列は『Z.O.E』と同時期。

### 時間軸の流れ
シリーズにおけるストーリー上の時系列を記載すると以下の通りとなる。
- Z.O.E 2167 IDOLO（2167年）
- ZONE OF THE ENDERS Z.O.E（2172年）
- Z.O.E Dolores, i（2172年）
- Z.O.E 2173 TESTAMENT（2173年）
- ANUBIS ZONE OF THE ENDERS（2174年）

## 登場兵器

### オービタルフレーム
50音順で表記
アージェイト (ARDJET)
『ANUBIS』に登場。ランナーはケン。アヌビスの基礎研究を元にロイドが作り上げた最新型オービタルフレーム。
花魁をイメージしてデザインされており、マントのような外殻と女性的フォルムを持つ。外殻は遠隔攻撃兵装「ウィスプ」の集合体で、独自に進化したシステムは36のハイ・ウィスプと72のコモン・ウィスプから成る。個別に分離して遠距離攻撃武器となるほか、全身を棺のように包み込む防御形態をとって攻撃を完全にシャットアウトし、強力なバーストキャノンを放つ事が出来る。逆に格闘装備が貧弱な為接近戦には向かない。後にヴァイオラAIに制御を乗っ取られたため、AIを消去された。AIのサポートが無くなったOFをケンの技量では操れなかった為、バフラムの追撃を振り切った後に放棄されている。
名前の由来はエジプト神話に登場する守護女神、ウアジェトの古代名「ウァージェイト」から。
アヌビス (ANUBIS)
『Z.O.E』『Dolores, i』『ANUBIS』に登場。ランナーはノウマン。サポートAIとして独立型戦闘支援ユニット「DELPHI（デルフィ）」を搭載している。
木星コロニー・アンティリアにおいて開発された新型OF。ジェフティと同じくリコア・ハーディマン博士が設計し、その腹心達により開発された。ジェフティと双子の機体であり、2機が近づくと共鳴反応が発生する。ジェフティ同様、軍事要塞アーマーンを起動させるためのキーとしての役割を兼ねている。
従来機と桁が違う程のパワーとスピードを持ち、背部に装備された6基の翼状のウィスプは、スラスターと大型ジェネレータを兼ねている。ベクタートラップの圧縮空間を利用した攻撃の反射と屈折、機体そのものをベクタートラップに収容してのステルス行動を可能としている。ウーレンベック・カタパルトの応用による亜光速移動能力「ゼロシフト」も備え、擬似的な瞬間移動を可能とする（アヌビスの方が先に完成していたため、ゼロシフトが使用可能な状態でバフラム軍に奪取された）。
武装は電磁式の銛「ウアスロッド」、ジェフティとは違い折れ曲がるように進むレーザー「ハウンドスピア」、2種類の追尾性能を持つバーストショット「戌笛」など。バーストアタックによる攻撃は、火星表面に宇宙から確認できるほど巨大な穴を穿つ威力を持つが設定上、最大出力ではないことが分かる（用語バースト参照)。
2172年に勃発したアンティリア事件によって、作戦の指揮官でありリコア・ハーディマン博士の息子でもあるノウマンの手に渡って以降、彼の乗機となる。『Z.O.E』シリーズを通して最強のOFの一つであり、ジェフティと並んで「イレギュラーオービタルフレーム」とも分類される。
搭載するAIはジェフティのADAと姉妹機である「DELPHI」。しかし、禁忌とされたメタトロン（機体）との完全な結合を望んだノウマンは彼女の機能をほとんど使用しなかった。
モデルはエジプト神話における冥界の神アヌビスで、ジャッカルを模した頭部と、ジェフティには無いケーブル状の尻尾を持ち、当初の設定では尻尾のケーブルに「オーバーメガドライバー」という武器を接続させる予定だった。『ANUBIS』では、前作でダークブルーを基調としていた機体色が黒に変化した。
アーマーン アヌビス (AUMAAN ANUBIS)
『ANUBIS』のラストボス。ジェフティとの対決に敗れ、フォボスで機能停止したかに思われたアヌビスが、アーマーンと合体し、機体性能を向上させた形態。白を基調とした機体色となり、破壊されていた背面のウィスプは複数の六角形の板の集団となっている。バースト攻撃は追尾性が向上し、『Special Edition』以降ではアーマーン要塞の内壁を吸収してライフを回復することができる（これはジェフティも利用可能）。ノウマンは「メタトロンとの完全なる結合」と述べた。
ネイキッドジェフティとの戦いの末に破壊され（とどめの一撃は好きな攻撃で決められる）、上半身はディンゴの機転でジェフティの自爆プログラムをトランスプランテーションさせてアーマーンの破壊に利用された。
模造品のアヌビス
ノウマンが最終決戦の余興として開発したアヌビスのコピー機体。オリジナルと違って背部の6基のウィスプが無く、性能自体もオリジナルには格段に劣る。最終決戦時にはケンを無理矢理乗せて自動操縦でディンゴと戦わせられるも、乱入したビックバイパーの猛攻で戦闘不能に追い込まれる。アーマーン消滅後はケンが操縦しており、半壊しながら脱出したジェフティを抱き止めた。
イシス (ISIS)
『Dolores, i』に登場する主人公機。ランナーはジェイムズ。詳しくはリンクを参照。モデルはエジプト神話に登場する女神イシス。
イドロ (IDOLO)
『IDOLO』に登場する主人公機。フレームランナーはラダム。
歴史上初のオービタルフレームで、ダイモス事件を引き起こした元凶でもある。機体のレイアウトはジェフティに酷似しているが、より細身でネイキッド形態に近い印象。
最初に搭乗したラダムにメタトロンが同調している為、ラダム以外のランナーが搭乗した場合、拒絶反応を起し操縦を受け付けなくなるか、最悪の場合はランナーが死ぬまで暴走する。
イブリース (IBLIS)
『TESTAMENT』のラストボス。ケイジが搭乗していたボナパルトIII号を沈めた黒い機体。名前の由来はイスラム教に登場する魔王からで、その名の通り悪魔を彷彿とさせるデザインとなっている。開発者はゼフィルスで、彼が発見した「マレブランケ効果」の応用によって絶大な破壊力を発揮する。
インヘルト (INHERT)
『ANUBIS』に登場。ランナーはロイド。
バフラム軍所属の試作機。金属製フレームの全身を黒い半透明のゲル状の物質で覆ったオービタルフレーム。ロイドが自身の技術力を使って開発したワンオフ機である。デザインは金子一馬による。
ゲル状装甲は外部からの衝撃を吸収し、特にエネルギー兵器に対してはオービタルフレーム以上の効力を発揮する。
コクピットは頭部に存在し、搭乗者は自らの脳にさした金属管によって機体との直接リンクを行い、操縦する。関節の駆動は磁力線の牽引と反発によって行われる。
従来のオービタルフレームの基幹技術だったメタトロンを一切使用しておらず、製作者であり搭乗者でもあるロイド独自の設計によって作り上げられた新機軸の機動兵器で、後のLEV開発にも影響を与えることになった。
武装は両肩の短剣や浮遊機雷、ホーミングミサイル、F・マインなど。また、ゲル状装甲を霧化した煙幕を発生させ、デコイと呼ばれる分身による幻惑や、暗闇からの奇襲を得意とする。
名前の由来は古代エジプトのアビドス、特にティニスで信仰されていた戦の神、アンフルの別表記。
ヴィジャヤ (VJAYA)
『TESTAMENT』に登場。ランナーはアレス、ツィード、デクスンなど様々。
BIS所属機体。紫色に塗装されている。テンペストのように頭部が笠をかぶったような頭部形状で、忍者の武具のような武装を持つ。
忍者らしい特徴そのままに機動性が高いところが特徴。
オルクリスト (ORCRIST)
『TESTAMENT』に登場。ランナーはメビュース。
右腕に弓状の武器、エルフェンボウを持ち、中・遠距離戦に長ける。
クラッド (CLOD)
『ANUBIS』に登場。
ラプターバリエーションの1つで、本体よりも大きい強化外骨格を装着しており、膨れ上がった肩の部分に吸引装置を内蔵している。
機動性は低いが、マミーヘッド以上の耐久力を持ち、吸引装置で吸い寄せた敵を拘束して壁や床に叩き付けて攻撃する。
主要武器はエネルギーウィップとホーミングショット。
サイクロプス (CYCLOPS)
『Z.O.E』『TESTAMENT』『ANUBIS』に登場。
ラプターバリエーションの1つで、近接専用の追加装備を施した格闘戦型。
機動力が高く、主に両手のナックルアームで接近戦を挑んでくるが、『ANUBIS』ではガントレットによる遠距離攻撃も仕掛けてくる。
ザカート (ZAKAT)
『ANUBIS』に登場するバフラム軍の大型オービタルフレーム。複数人の搭乗者が必要。ランナーはザカートランナーズと呼ばれる3人と、メインランナーのヴォルコヴォの計4名。
球形の機体に強力なエネルギー兵器を搭載し、対地爆撃を行う。強力なバリアを張ることで防御形態になるが、バリア発生器が外周にあるため、接近されて引き剥がされると無防備になってしまう。大型のレーザー砲に加え、アームによる打撃で近距離の敵にも対応できる。火星における反乱では制圧兵器として戦果を上げた。
ジェフティ (JEHUTY)
『Z.O.E』『ANUBIS』の主人公機で、『Z.O.E』ではレオ・ステンバック、『ANUBIS』ではディンゴ・イーグリットがフレームランナーとなった。
アヌビスと同じく、リコア・ハーディマン博士による設計。
木星圏のコロニー、アンティリアで開発中だった新型機であり、アヌビスと同等の性能を持つ現行最強のOFのひとつ。兄弟機であるアヌビスはアンティリアに攻め込んできたバフラム軍に奪取されたが、ジェフティは難を逃れた。
アヌビス同様に従来の兵器に比べて圧倒的なパワーと機動性を持ち、搭載された独立型戦闘支援ユニット「ADA」の柔軟性もあって、バランスの取れた機体となっている。
アヌビスと共にアーマーン始動のためのキーとして設計された機体でもあり、軍事要塞アーマーンを始動させることも止めることも、この2機にしか行えない仕組みになっている。それを知った連合宇宙軍の特務艦であるアトランティス号のメンバーによって、ADAの基幹プログラムには「アーマーンへの侵入及び、自爆による破壊」という命令が入力されている。右腕に折り畳み式のエネルギーソード「パドルブレード」、左腕にエネルギーシールド、他にも湾曲して敵を追撃するレーザー「ホーミングランス」、腰部の3基の分離型兵器「ウィスプ」などの各種兵装を装備する。武器弾薬の格納庫としてベクタートラップ機能を持ち、アヌビス同様に「ゼロシフト」も搭載されているが、発動プログラムを着床させる直前にバフラム軍がアンティリアを襲撃したため、『Z.O.E』ではこのゼロシフトは使用できず、『ANUBIS』の終盤で入手した発動プログラムをシステムに着床させ初めて使用可能となった。
2172年に勃発したアンティリア事件によって、偶然現場に居合わせたレオの手に渡り、アーマーン要塞への侵入と自爆による破壊のため、アトランティス号で火星へと移送中だった。セレス第3基地でバフラムに襲撃された際、アトランティス号の副長エレナの判断により火星圏へと移送後解体されることが決定していた。発射直前に真相を知ったレオがウーレンベック・カタパルトの射出角度を変更し、ジェフティはメタトロン鉱石の採掘場、木星の衛星カリストへ打ち出され、自然のメタトロン反応に紛れる形で隠匿された。
2174年、木星衛星カリストに隠されていたところを、採氷作業中のディンゴが発見、直後に発生したバフラムの襲撃に巻き込まれ、そのまま搭乗することになった。アトランティス号内で随時調整されていたのと、素人であるレオと違い、経験豊富かつ一流の腕を持つ（LEVではあるが）ディンゴが操ることで戦闘能力は向上している。
アヌビスとジェフティは、ディンゴの所属していた第三中隊が壊滅する原因になった、アンティリアへの運搬護衛任務で移送されたメタトロンを用いて建造されたものだった。
『Z.O.E』では青と銅を中心とした濃いカラーリングであったが、『ANUBIS』においては薄い青と緑を中心としたものに改められた。他にもイラストやプラモデル等の立体物ではグレーを中心としたものになっているなど、媒体によって若干のカラーリングの差異がある。『ANUBIS』の主題歌「Beyond the Bounds」の歌詞にある「blue bird（青い鳥）」はジェフティを象徴している。
モデルはエジプト神話で神話が多岐にわたる神ジェフティ。
DELPHIとADAには、同じ名前のプログラミング言語が実在する。
ジェフティ Ver.2 (JEHUTY ver.2)
ゼロシフトの発動プログラムがシステムに着床したことで、アヌビスと並ぶ本来の性能を引き出した状態。攻撃力が2倍、受けるダメージが4/5になる。腰に固定していたウィスプは自動で浮遊して近距離、遠距離の攻撃をサポートする。また、敵の通常遠距離攻撃を無効化し、アヌビス以外のOFのバーストショットをシールドで防ぐことが出来る、シールド時エネルギーを消費しない、サブエネルギーの消費量が半分になる、バースト時に触れた敵を麻痺させるといった効果も付加される。ショット、シールド、バースト時や背面と脚部のブースターなどから放出されるエネルギーの色が青から黄緑（両肩の発光部位と同色）へ変化する。
ダメージド ジェフティ (DAMAGED JEHUTY)
アーマーンの攻撃で、本体数箇所と背部のベクタートラップが損傷した状態。Ver.2の能力は消失し、ガード、ショット、ホーミングレーザーと、ゼロシフト以外のサブウェポンが使用不能となる。攻撃力はVer.2と変わらない。前述の通り本編中はサブウェポンは使用不能だがサブエネルギー自体は無限になっており、2周目以降に乗機として選択すると無制限にサブウェポンが使える。
アーマーンに続く圧縮空間内にてディンゴはこの状態のままアヌビスと対決しなければならないという状況に陥るが、幸運にも残ったゼロシフトと操縦技術でハンデを覆し、勝利する（ディンゴ曰く「奴を倒すには十分」）。
ネイキッド ジェフティ (NAKED JEHUTY)
アヌビスとの対決に勝利し吸収したメタトロンによってダメージドジェフティが自己再生すると共に外装を破棄し、本来の性能を解放した状態。攻撃力は20倍、被ダメージ半減、サブエネルギーは無限となる。ダメージドでは破壊されている頭部、左腕は修復され、白い仮面のような素顔が露出している。ショット、シールド、バースト時や背面と脚部のブースターなどから放出されるエネルギーの色が白へ変化し、バースト時に触れた敵は破壊され、ブレード攻撃はネフティスのシールドも突き破り、1、2回の攻撃でVery Hardまでの大抵のボスキャラクターも撃破できる。投げ技のジャイアントスイングは手で掴んだ敵を口から舌状のブレードを伸ばして突き刺す「デビルキス（DEVIL KISS）」に変化する（一部の攻略本に敵を捕食しNRGゲージを回復できると紹介されているが、実際にはその様な効果は無い）。敵の通常遠距離攻撃を無効化、敵のバーストショットもシールドで防ぐことができる機能も復活するが、アヌビス、アーマーンアヌビスの攻撃にはこの防御能力は通用しない。
死闘の末にアーマーンアヌビスを撃破するもアーマーンの起動は止めれず自爆モードに入る。しかし、ディンゴの機転により自爆プログラムはアーマーンアヌビスにトランスプランテーションされ、自爆することなくアーマーンを破壊する。その際の膨大なエネルギーで半壊し、脱出後には機能不全に陥ってしまうもエンディングにて自己再生を遂げ、復活を果たした。
また、ネイキッドジェフティは尻尾の有無によるデザインの違いがあり、ゲーム中では尻尾の無いデザインが採用されている。尻尾のあるデザインは新川洋司画のイラストでのみ存在しているが、後にリボルテックヤマグチにて商品化された際には、尻尾付きのネイキッドジェフティが採用された。
スパイダー (SPIDER)
『ANUBIS』に登場。
主に拠点防衛に用いられる歩行戦車。三本の脚で移動する。
攻撃能力は低いものの、常にシールドを張っているため防御能力が高く、大量に戦線投入される。スピードは遅いが、跳躍することもできる。正確にはOFではない。
名前は「蜘蛛」を意味する。
セルキス (SELKIS)
『Dolores, i』に登場。ランナーはレベッカ。
付属肢をすべて格納した飛行形態から、背面側を前に倒立状態で、二股の機首を両足、左右から四本腕を展開した異形の人型となる。さらにサソリのシンボルを持つ女神セルケトに由来し機体名のとおり、後部から蠍の尾のようにコクピットを擁する真の上半身が展開する多段可変型OF。ネビュラやオルタネイトを凌駕する高機動性と、本機を袖にしたノウマンも「火力だけなら一級品」と評価する攻撃力を併せ持った高性能機。その分操縦難度は高いとされる。劇中ではOFの圧倒的な最強であるアヌビス、AD217においてはアヌビスとジェフティを除けば最高峰の性能を持つドロレスと相手が悪く、性能ほどの活躍はできなかった。
『Z.O.E』でも名前だけ言及され、アヌビスを入手する前のノウマンの乗機であった。ノウマンはヴァイオラに譲るつもりだったが、彼女の戦死後、同機の行方は不明。
タイラント (TYRANT)
『Z.O.E』に登場。ランナーはアックス。
巨大な2本の衝角を備えた、バフラム軍の大型オービタルフレームで、無人オービタルフレームをコントロールする司令機。変形して高機動型になることが可能。『TESTAMENT』では改良型のネロケルビナが登場する。
タイラントは英語で「暴君」を意味する。
テスタメント (TESTAMENT)
『TESTAMENT』に登場する主人公機。ランナーはケイジ。
ケイジがボナパルトIII号で見つけた機体。装甲を取り付けてLEVに偽装されていた。頭部の大きな一本角と武装と一体化した右腕を持ち、他のOFにない足首に該当する関節がある。支援AI「ファースティ」を搭載している。
テスタメントの名は「契約」や「誓約」を意味し、偽装を解除した際にファースティが提案したもの。
デュランダルII (DURANDAL II)
『TESTAMENT』に登場。ランナーはウォーレン。
青い塗装が施されている。両腕にブレードを備え、白兵戦に長ける。
前身にあたる機体としてLEVの「デュランダルI」が存在したが、以前の戦いで搭乗していたウォーレンが特攻を行い、失われている。
名前は伝説に登場する剣から採られている。
テンペスト (TEMPEST)
『Z.O.E』『Dolores, i』に登場。ランナーはスラッシュ。
クラゲのようなフォルムを持つバフラム軍の大型オービタルフレーム。広範囲の破壊、制圧を目的とした機体であり、6本のアームに火炎放射器を装備し、強力な火球を武器とする。
全力稼動時にはクラゲの傘状部分が多数のウィスプのように分離（ただしこれ自体にどんな意味がある機能なのかは不明）し、烏帽子状の真の頭部が露出する。
『TESTAMENT』ではこの機体を模倣して開発されたハルターマルトが登場する。名前は「tempest(嵐）」から。
ナリタ (NARITA)
『ANUBIS』に登場。
量産型オービタルフレーム。装甲は薄いが運動性が高い。
カマキリに似た腕による連続攻撃や、エネルギーを纏っての高速移動による突進を仕掛けてくる。
名前はデザイナーの新川が敬愛する成田亨から採られている。
ネイト (NEITH)
『IDOLO』『Z.O.E』に登場。ランナーはヴァイオラ。
バフラム軍のC型オービタルフレーム。逆三角形の頭部と女性的なフォルムを持ち、腰部から三本のスラスターが伸びている。
両腕に仕込まれた射撃武器「クナイ」と鞭状のブレードを主要武器とし、速度や機動性に優れている。
試作量産型のオルタネイトが『Dolores, i』に、直系機のネフティスが『ANUBIS』に登場する。これのランナーはヴァイオラのAI。
モデルはエジプト神話に登場する戦の女神、ネイト。
ゾンビネイト (ZOMBIE NEITH)
『Z.O.E』の実質的なラストボス。アンティリアの倉庫でジェフティと交戦し中破したネイトが復活した姿。
欠損した両腕は浮遊する残骸で再構築されて格闘戦の間合いが伸び、バーストショットを6発同時発射するなど射撃性能も向上している。
ネビュラ (NEBULA)
『Z.O.E』『Dolores, i』に登場。ランナーは『Z.O.E』ではナイトレイド、『Dolores, i』ではニコライ他。
ヒトデのような形状のバフラム軍大型オービタルフレーム。機体下面の人面構造部分（顔のように見えるだけで、それ相当のセンサー等の機能部分では無い）に加粒子砲の他、ミサイル、浮遊機雷など多数の武装を機体下面に集中した重爆撃機タイプながら機動性も高く速力はジェフティを凌駕する。後部左右の脚のようなパーツ内に格納されたフレキシブルアームによる格闘戦も可能。『Dolores, i』ではニコライ戦の他、ドロレスの友達になった「はぐれラプター」を破壊するなど敵役として見せ場が多かったが、その後の作品では出番に恵まれていない。
ネフティス (NEPHTIS)
『ANUBIS』に登場。
バフラム軍所属。ヴァイオラAIが搭載され制御する。前作『Z.O.E』に登場したC型OF、ネイトの後継機となる機体。赤い機体に緑のエネルギーラインが走っている。ベクタートラップを応用した防御シールドを張り、エネルギー攻撃を完全に無効化する。制御AIがジェフティに執着しており、ディンゴが操るジェフティの前にたびたび現れた。大ダメージを受けてもすぐさま完全な状態で復活する等、ヴァイオラAIと同じく亡霊のような存在。アーマーンから無尽蔵に生み出されるコピー品も存在し、こちらのカラーリングは白。
デザイン上のイメージソースは「華」。
モデルはエジプト神話における、葬祭を司る女神ネフティス。
ハトール (HATHOR)
『Dolores, i』に登場。ランナーはナフス（ラダム）。詳細はリンクを参照。モデルはエジプト神話における、愛と幸運の女神ハトホル。
マミーヘッド (MUMMYHEAD)
『IDOLO』以外の作品すべてに登場。
バフラム軍の無人量産型オービタルフレーム。ラプターのバリエーションのひとつで、胴体全面を覆う盾状の装甲を増設した後方支援型。武装はハルバードとファランクス。修理装置も持っている。
『Dolores, i』では有人操縦型が登場し、ランナーは第1のヤン。名前は「mummy(ミイラ)」から。
ラプター (RAPTOR)
『IDOLO』以外の作品すべてに登場する、バフラム軍の主力をなす無人量産型オービタルフレーム。主に無人型の機体が大量に登場するが、有人型も存在し、『Z.O.E』ではプログラムを書き換えて操作することもできる。
非常に高い汎用性を持ち、装甲を削ぎ骨格だけのような細くすることでコストを抑えており、装備を追加することでマミーヘッド、サイクロプス、クラッドと呼ばれる発展型になる。コマンダータイプと呼ばれる種はパーティーと呼ばれる小部隊を組んで戦う機能も持つ。
巨大な単眼状センサーは設定上、敵側の主力機であるLEVファントマのそれと同系とされ、暗躍する巨大企業ネレイダムの存在を示唆している。
２年後のアヌビスの技術解析に性能が圧倒的に向上しており、装甲や特殊性を除く基本性能の単純なパワーやスピードはハトールやイシスを軽く超える物となっており、最大戦闘速度は技術向上後の半日以下で地球火星間を移動可能のウーレンベックカタパルト以上物となっている（火星地球間をラプターがこの速度で移動した場合、リアクターの消耗等、機体のパフォーマンスの低下が起きる為やる意味がない）
腕及び翼状スラスターを支持する胸郭部分は脊柱フレームに沿ってスライドする構造になっており、これを腰まで下げて長い頸を持つ骸骨鳥状の飛行形態をとるが、この姿は『ANUBIS』スペシャルエディションの追加シーンでようやくの披露となった。名前は猛禽類から。
シングルソードラプター (SINGLE SWORD RAPTOR)
『Z.O.E』に登場。連合宇宙軍との交戦で原形を留めたまま機能停止したラプター。通常は両腕に装備するビームソードの片方が欠損している。
劇中ではこの機体を遠隔操作する場面がある。
ラプター改 (RAPTER COSTOM)
『Dolores, i』に登場。ランナーは第1のヤンから第5のヤンの5名。
ラプターを改良型した機体で、現時点では3種のバリエーションが確認されている。共通することに有人操縦用にするためのコクピットが追加されている。
はぐれラプター
『Dolores, i』に登場。イシスのマス・コントロールシステムの影響を強く受けたラプターで、側頭部の損傷の影響なのか、自立行動をするようになった。言葉を発する能力こそないが、ドロレスとハートフルなかけ合いを繰り広げ、短い間ながら彼女の「同族｣で初めての友達として印象的な活躍を見せた。

レオパルド (LEOPARDO)
『ANUBIS』に登場。スパイダーの後継機に当たり、四足獣型の機体に尾のように主砲を備える。二足歩行も可能で、ゲーム中ではスパイダーの弱点であった機動性・格闘能力が比較にならないほど向上している強敵。身体を仰向けにした状態で、四肢で高速滑走し、その状態で回転しながら突進する攻撃も行う。

### LEV
カリブルヌス (CALIBURNUS)
『TESTAMENT』に登場。搭乗者はシミル。
豊富な武装も持ち、機動性を代価に防御力を強化。突撃・火力支援に特化した機体となっている。
後部にミサイルパック、ビームキャノンを持つ。
名前は聖剣「エクスカリバー」の別名から。
ジャスティーン (JUSTEEN)
『TESTAMENT』に登場。搭乗者はユキトウ。
脚部関連を強化したLEVで、機動力と接近戦に特化する。
足にエネルギーブレードを仕込んでおり、これを使った強力な蹴り技を持つ。
ちなみに機体名はユキトウが付けた愛称で、正式名称は「フランキスカ」。
採氷LEV
『ANUBIS』に登場。ゲーム開始当初はこの機体を操作する。
カリストで採掘作業員が使用するLEV。旧式の民生品で、動きは鈍い。後ろに歩くと「バックします」とアナウンスが鳴る。
作業用LEV
『Dolores, i』『TESTAMENT』に登場。
民間作業用のLEV。重機の延長線上にある為、性能はかなり低いが、民間人が抗議のデモにも使用した。
ドライツェン (DREIZEHN)
『TESTAMENT』に登場。搭乗者はラズマ。
長砲身のライフルを装備した狙撃に特化した機体。
機体名はラズマの付けた愛称でドイツ語で「13」を表す。正式名称は「トラドール」。
バイザック (BIZAC)
『TESTAMENT』に登場。
アセモスのメンバー、主に上級士官クラスが搭乗するLEV。機体の一部にメタトロン技術が使われており、性能はファントマを上回っている。
バイザックS (BIZAC S)
ボロゾフ専用にチューンアップが施されたバイザックで、通常のバイザックよりも性能が向上している。

ビックバイパー (VIC VIPER)
『ANUBIS』に登場。
機体の一部にメタトロン技術を使用した、最新鋭可変LEV。サポートAIや戦闘機形態への可変機構を有しており、従来のLEVを凌駕する機動性や武装を備え、並みのOF以上の性能を持つ。連合軍は「V2」という略称を用いている。
変形機構により大部分のバーニアスラスターを背面集中させることによって並みのOFを軽く凌駕する機動力を得る。訓練を積んで才能を開花させたレオが操縦すれば、OFであっても無人機程度では相手にならず、通常状態のジェフティにすらも引けを取らないほどの戦闘能力を発揮する。
3機が製造され、先行して完成していた1号機と2号機はアトランティス号にて試験運用され、1号機はサンダーハート、2号機はレオが搭乗した。2機の運用データとジェフティのデータを元に開発されたメタトロン技術を応用し、残像現象によって機体の動作に追従する「オプション」等の新装備を多数搭載した3号機「ビックバイパー零（ゼロ）」が完成し、2号機に続いてレオが搭乗した。
アーマーン（に偽装したエネルギープラント）突入時はアヌビスに猛攻を仕掛けるもそれは模造品であり、本物のアヌビスに隙を突かれて戦闘不能に追い込まれる。それでもアーマーン起動時には駆け付け、中心部を抑えつけて一時的にエネルギーを収束させるという離れ業を見せた。最終的にアーマーンのエネルギー放出に吹き飛ばされてしまうが満身創痍のジェフティに助けられ、無事に帰還する。
戦闘機形態の姿や武装はKONAMIのゲーム作品『グラディウス』に登場する戦闘機ビックバイパーがモデルになっており、スタッフの「変形しそうだから」という意見で選ばれた。隠しミニゲーム『ゾラディウス』ではモデル同様に自機として操作する。
戦闘機形態では、グラディウスシリーズ同様のミサイル、リップルレーザー、レーザー、オプション、シールドを使用する。
ファントマ (PHANTOMA)
シリーズ全てに登場。
連合宇宙軍の量産型LEV。高度な汎用性を有し、多数が投入されているが、性能面ではOFに遥かに劣り、小型の無人戦闘機モスキート（『IDOLO』『Dolores, i』におけるナムス）にも対抗できない。ただし外部武装の高出力ビーム兵器は強力でOFのラプター程度に対しては有効。
『Z.O.E』『ANUBIS』『IDOLO』の各シリーズに登場しており、宇宙空間での戦闘を主眼としたS型、地上戦用に特化したG型、『Dolores, i』に登場した水中戦専用のシーファントマ、改良型のファントマIIが存在する。

## サブウェポン
OFが装備している武器。無人OFも装備している物がある。基本的にどれもがOF用の非常に高出力な物であるので、ものによっては空間破壊を起こすバーストと同等以上のウェポンもありOFの空間障壁のシールドを突破出来るものもある。以下の説明は、ゲームシステム上の表現を含めて解説する。
ゼロシフト
原理としてはウーレンベック・カタパルトと同じだが、こちらは自機の周囲の空間をベクタートラップで圧縮、格納した上で、空間が復元する際の反動で亜光速移動を行い、復元地点で一気に停止するシステム。ウーレンベックカタパルトでは実現不可能なゼロシフトによる機体の移動速度は光速に限りなく近い99.999...のため、その移動時間の認識・知覚はまず不可能。この機能による瞬間移動を実現し、アヌビスとジェフティは対象へ瞬間的に接近、離脱することが可能になっている。このゼロシフト（加えて桁違いの基本性能）が、アヌビスとジェフティが「最強」と評される所以である。
性質上、軌道上に存在する全ての物体を弾き飛ばすが、ゲーム上では建造物に対しては破壊可否問わず激突するとその場で停止してしまう。
瞬間移動中の機体はベクタートラップの性質上、攻撃を受けても全く損傷しない。(ゲームシステム上ではダメージが入る)
ウィスプ
OFの補助兵器の一種。遠くの標的を掴んだり、スラスターや攻撃時の援護などに使用されている。詳細は後述。
ジェフティ、アヌビス、アージェイト、ネフティス、ビックバイパーが装備。
名称は英語で「群れ」を意味する。
ベクターキャノン
バフラムが設計したエネルギー砲。発射までに時間がかかるが、アヌビス・ジェフティのバーストアタックの原理であるメタトロンの圧縮空間能力を利用した空間破砕は当然、圧縮空間による質量断層さえも破壊できる。
発射には機体を足場に固定する必要がある。正面にいる敵は自動的にロックされ、発射時に照準内にいれば自動的に撃ち落す。
軍事要塞アーマーンの質量断層シールドを突破するのに必要不可欠な武器として、地球側部隊とバフラムの間で奪い合いが続き、ディンゴが手に入れた。
フローティング・マイン
空中に設置できる浮遊型の機雷。装備機によって大きさは異なり、ジェフティのそれは掴んで投げつけることも出来る。
ザカート、ジェフティが装備。
ゲイザー
敵や地形に貼り付く照射装置を複数、投げるように射出する。照射される光線には触れた敵を麻痺させる効果があり、損傷した味方に投げつけて敵の接近を阻止する使い方もある。
ガントレット
腕部から対エネルギー兵器用シールドも破るエネルギーを纏った実体弾を放ち、相手に物理攻撃を加える。命中した敵を弾き飛ばし、壁に激突させるとさらにダメージを与える。
名称は英語で篭手を意味する。
ビックバイパー、ジェフティ、サイクロプスが装備。
コメット
ガード不能な追尾型エネルギー弾。一定時間は対象の周囲を飛び回る為、エネルギー弾が消滅するまで何度も命中する。
ネフティス、ジェフティが装備。名称は「彗星」を意味する。
デコイ
装甲に瞬間的な負荷をかけて分身を発生させ、敵の攻撃を逸らすことができる。
インヘルト、ジェフティが装備。英語で囮を意味する。
ファランクス
小型のエネルギー弾を連射する。拡散させて広範囲を攻撃するほか、狭い範囲に集中射撃することも可能。
ジェフティ、マミーヘッドが装備。
名称は古代ギリシア軍の密集陣形ファランクスと同じ。
ハルバード
通常のOFならシールドごと貫く強力なレーザーを撃つ。威力が高いが、エネルギー消費量も多い。照射範囲の変更も可能。
ジェフティ、マミーヘッドが装備。
ホーミングミサイル
威力と追尾性能の高い誘導弾。同時に複数の敵を攻撃することもできる。ボタン押しの強弱によって2〜20機のミサイル弾数を調節可能。
インヘルト、ジェフティが装備。
マミー
ミイラを意味する。全方位からの攻撃を防ぐ実体シールドを構え、ジェフティの場合攻撃のダメージを機体装甲(エネルギー）に変換する。
ジェフティ、マミーヘッドが装備。
モール
マミーヘッドなどが装備している誘導兵器。表面に装甲をかぶせ、シールドを貫通する機能を持つものは「ハーミット」と呼ばれる。
ハーミットとは英語で「隠者」を意味する。
スナイパー
狙撃に適した高速実体弾を放出する。超長射程およびエネルギーフィールドにより、エネルギー兵器が霧散及び無力化されてしまう状況でも物理的ダメージを与えることができる。Z.O.Eでは、何故かベクタートラップに格納されていたものを取得している。
ジャベリン
槍状のエネルギー弾を投擲。射程は短いが、エネルギーシールドを貫通することが可能。
バウンダー
地形で弾む爆発弾を投擲。癖が強いが威力は高い。

## 用語

### 舞台
火星
シリーズの多くの作品の舞台であり、地球に続く人類の第二の故郷。2034年に「火星植民地化構想」が発表され、2130年に火星第1次テラフォーミングが完了したことで本格的な移民が開始された。しかし度重なる衝突があったにもかかわらず地球側は植民地と捉え続けられており、16のカウンティが火星植民地連合（UCM：United Colonies of Mars）を形成している。仲間・運命共同体意識が強く、民族・人種差別主義的な思想が希薄である。その分、地球の母国よりも火星への帰属意識や地球圏からの被差別意識が強く、火星独立論を唱える声が大きい。
火星圏の複数勢力が激突した軌道エレベーター倒壊危機（『Dolores, i』）を受け、バフラム軍は足場を固めるべく2173年に火星の統一作戦を開始。火星駐屯のUNSFといくつかの親地球カウンティが抵抗を試みるも、新型オービタルフレームを前に抵抗する術はなく、「戦争すら起きなかった」ほどの瞬く間に全土がバフラム軍に制圧された。
アンティリア
『Z.O.E』の舞台。資源採掘支援基地として、木星の衛星エウロパのL5に建設されたトーラス型スペースコロニー。民間人の生存域としては最遠の地であり、ヘリウム3やメタトロン鉱物資源の採掘・輸送作業のための約10万人が生活している。元々は全人類にとっての前線基地的存在で、地球にも反地球にも与しない中立的な場所であった。それ故にダイモス事件で開発拠点を失ったNUTとバフラムが研究開発部を移設する場所として目を付けられ、新型オービタルフレームであるジェフティとアヌビスの開発が秘密裏に行われていた。
カリスト
『ANUBIS』の始まりの地。木星衛星。21世紀初頭メタトロンが発見された地であり、現在はNUTを中心とした開発公団が採掘基地を設置、木星圏の水資源確保のための採氷作業と共にメタトロン鉱石の採掘が行われている。
ダイモス
火星衛星。UNSF管理で建設・運営されているダイモスステーションが存在し、配置されたウーレンベックカタパルトによって火星の玄関口となっている。
フォボス
もう一つの火星衛星。ダイモスと異なり、NUT他火星民間企業出資による宇宙港として開発が行われている。2173年にはUNSF艦隊が駐留、バフラム軍との睨み合いが続いていた。

### 組織
連合宇宙軍（UNSF）
地球の国連常任理事国が中心となって結成した軍隊で、地球の既得権益層を代表する。正規名称は「United Nations Space Force」。各国が火星のカウンティの行政を監督している。火星圏を始めとするエンダーに対する差別意識は強く、火星をあくまで植民地と捉える姿勢からUCMとの軋轢と摩擦を常に生じさせてきた。
バフラム
火星において最も反地球的なカウンティであるバシリア州で発足した武装結社。当初は地球からの圧政に対する火星の自由と独立を掲げていたがその志から徐々に逸脱し、善良な民や中立の存在を巻き込みながら拡大を続け、連合宇宙軍と太陽系の覇権を賭けて争うほどの勢力となっている。
ネレイダム・ユニバーサル・テクノロジ（NUT）
21世紀初頭より宇宙開発事業に参入していた復合企業体。LEVの最大手メーカーであり、オービタルフレームの開発元でもある。火星ネレイダムカウンティに本社を置く。火星最大の兵器産業。

### 兵器
オービタルフレーム
バフラムが火星の民間企業ネレイダム・ユニバーサル・テクノロジーと共同開発した新兵器。メタトロン関連技術が随所に用いられたことで、全ての面でLEVの10倍以上の能力を持ち、LEVや航空兵器では考えられない速度、機動性、推進力、出力、武装、さらに慣性を無視した機動能力等(幾何学的、直角的な動き、最高速から瞬間停止、スラスターを使用せず空中静止する等)を実現している。OF、フレームと略称され、操縦者はフレームランナー、ランナーと呼ばれる。
ソフトウェア面には高度な人工知能 (AI) を搭載し、初めて搭乗した民間人が戦闘を行えるほど操作は自動化されている（マニュアル操作は可能）。一部の特殊な機体を除き、人型で、人間の小指にあたる部分が親指のような形をしていること（手の形状が左右対称）、脊柱が極端なS字に曲がっていること、胸元に球形のAIユニットがあることなどがデザイン上の共通点となっている。脚部の先端に足に相当する部位は無く、ジェフティなど、着地時に展開式の降着装置を用いて機体を安定させるものもある。
LEV（レブ）
「Laborious Extra-Orbital Vehicle」（軌道外作業機械）の略で、宇宙空間における作業用ロボットの総称。作業用のものであっても劇中時代の戦闘機に迫る程の機動性と速力をもち、各種兵装を持つ優れた汎用性があるため、オービタルフレーム登場以前は最強の兵器とされていた。劇中には軍用のファントマ・シリーズが登場するが、オービタルフレームの性能に太刀打ちできず、最新の量産型軍用LEVファントマIIでも量産型の無人OFラプターに劣り、それ以前のファントマでは、ラプター一機との戦力比較で50分の1程度でしかないとされている。ただし中にはオービタルフレームに迫る機動性を持つビックバイパーなどの機体も存在する。
メタトロン技術以外の部分では技術的に共通点もあり、ラプターとファントマの頭部センサーの構造や、股間にあたる部分から突き出た操縦席の配置が共通している。メカデザイナーである新川洋司は「コック（男性器）にあるからコックピット」と述べている。

### 技術
メタトロン
21世紀初頭の無人探査計画において、木星の衛星カリストの巨大クレーター「ヴァルハラ」から発見された鉱石。シリコンをベースとした高分子金属の複合体で、水素吸蔵合金や超伝導素材としての特性を持つ。装甲、動力源、量子コンピュータなどの素材に応用でき、それらの産物としてオービタルフレームが実用化された。2093年には、エネルギーとスピンを加えると周囲の空間を引きこむように圧縮する性質も発見されており、宇宙船射出装置のウーレンベック・カタパルトや格納装置のベクタートラップ、エネルギー兵器や実体弾を逸らす障壁、耐G緩衝機構、ステルスシステムの一種に応用されている。
「高純度で大量に集中使用すると、人間の精神に反応し「魔法」としか思えぬ既存の物理法則を無視した力を出すが、その強大な「魔力」が使用者の精神を歪め、歪められた狂気がさらに「魔力」を増大させる悪循環を引き起こす」という副作用が存在し、強靭な精神の持ち主でないと、その力は使いこなせないとされている。
ベクタートラップ
メタトロンの空間圧縮効果を利用した格納装置。
スピンとエネルギーを与えられたメタトロンによって圧縮された空間は、本来ならゴムのように急激に復元しようとするが、ベクタートラップではこの歪みに貨物を巻き込んだ状態で固定することで、容積を縮小している。
格納した物質の質量は変わらず、大量の電力を必要とするため、コロニー内施設や大型貨物船などでしか使用されていないが、ジェフティは武器、弾薬の格納庫として搭載しており、アヌビスは機体ごと収納させるステルス能力としてベクタートラップを使用している。
ステルス機能
OFの装甲には特殊な素子が仕込まれており、カメラ等の映橡機器への記録を困難にしている。
作品中のカメラは三次元的な情報を記録し、被写体を絶えずスキャニングしている。OFの装甲に仕込まれた素子はこれを検出し、瞬時に解析、撹乱した情報に置き換えてスキャナーに返送する。この結果、カメラには正常な情報が記録されず、ノイズのかかった意味不明な映像となる。
フレームレベルの演算能力を持つOF特有の機能だが、稼動状態でなければ働かない。
可視光線には影響がないため、光学式カメラなら撮影でき、肉眼でも見える。
ウーレンベック・カタパルト
空間の歪みの復元力を利用し、亜光速までは行かないが超高速航行を可能とした宇宙船用カタパルト。メタトロンの空間圧縮特性を発揮するために必要なエネルギーは、通常船舶に搭載可能なサイズの動力源では賄えないため、軌道上の宇宙港などに専用施設を建設し、これを利用するのが一般的な宇宙交通の手段となっており、軍事利用においてもOFに比べ遥かに足の遅い戦艦の為のものとなっている。空間の歪みの復元力で対象を弾き飛ばす装置であるため、船舶や目標地点には特別な設備を必要としない。地球圏ではL2、火星圏には衛星ダイモス、木星圏ではエウロパにカタパルトがある。
『Z.O.E』の頃は地球火星間を１，２週間で航行可能であったが、アヌビスの技術解析による技術向上が起こった火星側のカタパルトは２年後においては僅か半日以下で航行可能になっている。
ウィスプ
OFの補助兵器の一種で、リアクティブ・マニューバとも呼ばれる。
機体に装着されるか、間近を漂ってOFに追従している。分離状態でも機体とのリンクを保ち、攻撃の補助や離れた目標を引き寄せるといった用途に用いられる。アヌビスが背部に装備する翼状のウィスプは、ジェネレータと高機動スラスター、ベクタートラップ発生用装置としての複合的な役割を持っている。
バフラムはアヌビスのウィスプを解析して独自の技術に発展させており、アージェイトは最小限の指揮系統で多数のウィスプをコントロールするシステムを持ち、ネフティスは、用途に応じてブラスターとブレードに切り替わるマルチプルウェポン、防御時にはベクタートラップを応用したシールドの発生装置としての機能を持つものを装備している。
バースト
OFが一時的に機体の出力を上げること。バースト中の機体は光に包まれる。この状態で行う攻撃はバーストショット、バーストブレードと呼ばれ、OFが展開する通常の質量、エネルギー攻撃では破れない空間障壁シールドを破ることが出来る。空間そのものを破壊してしまう事も可能。威力はOFによって異なる。
出力の高いものがバーストすると、接近しただけでもOFすら破壊してしまう事がある。
ドロレス（イシス）は半分以下の出力で数百kmの衛星を一撃で破壊する事が可能でアヌビス、ジェフティは膨大なメタトロンを使用し超巨大な恒星を消してしまう要塞の砲撃(アーマーン)の数％の威力を持つ。
ゲーム中はグラブによってつかんだ対象のエネルギー注入も行われる。
SSA（セルフ・サポーティング・アーマー）
OFの装甲材。
メタトロンを基調としたハイブリッド多層積層高分子体。表面を指で押せばへこむ程の弾力性があるが、衝撃に対してはセラミックを遥かに越える超硬度を発揮する。破損した場合、エネルギーやメタトロン鉱石を外部から又は電力を供給することで自己修復させられる。
その超強度は、OF・ドロレスが時速40万km以上で大気圏に突入して海面に落ちた後、まったくの無傷である事からもうかがえる。
SSA自体は架空の技術であるが、同じく弾力性と耐衝撃性を兼ね備えた物質にダイラタンシーがある。
アンチプロトンリアクター
反陽子生成炉。メタトロン製のリアクターによって反陽子を生成、これを陽子と衝突させることで対消滅を起こし、それによって発生したエネルギーを動力や電気エネルギーに変換する半永久機関。これを動力源とすることで、OFは超高出力と小型化を実現した。
トランスプランテーション
メタトロンを用いた端末同士で行われるプログラムの転送。従来の端末間におけるコピー＆ペーストとは異なり、プログラムが元の端末から目的の端末に移動することで転送が行われる。
対象となる端末はオービタルフレーム同士によるものやローカルサーバー等の施設・機器を使用する。

### 事件
カンドール事件
2157年、某国管理区域カンドールカズムを調査中の調査隊が危機に陥り、隣接するアメリカ管理区域の警備部隊が連合宇宙軍の再三の警告を無視し、領土侵犯を犯してまで彼らを救出した。カンドールカズムには「重要な国家機密（鉱脈）」があったと主張した某国は国際問題だとしてアメリカを提訴。警備部隊全員が更迭となったが、彼らは火星の人々から「カンドールの勇者」と称えられた。地球側の意識と、火星側との意識との差が如実に表れた事件であり、これを機に地球圏とエンダーの確執が深まっていく。
ダイモス事件
『IDOLO』の出来事。2167年、バフラムの反地球派士官ラダムにより引き起こされた惨劇。当時バフラムにて極秘開発中であったオービタルフレーム・イドロを強奪、国連宇宙の将校を襲撃の際、ダイモスステーションを巻き込んでの大惨事となった。最終的にイドロの破壊とラダムの死によって幕を閉じるが、この事件でオービタルフレームの存在が公となり、地球と火星間の緊張が急激に高まることとなる。
アンティリア襲撃事件
『Z.O.E』の出来事。2172年、アンティリアにおける新型オービタルフレーム、アヌビスとジェフティの開発を察知したUNSFによってコロニーの武装占拠が行われる。しかしその数ヶ月後、今度はバフラムがジェフティとアヌビスを奪還するべく攻撃を開始。コロニー全体が戦場と化し、多くの民間人が巻き込まれてしまう。この事件でアヌビスはバフラムの手に渡るが、ジェフティは偶然乗り込んだレオの活躍によって奪取を免れ、バフラムのアンティリア爆破を阻止して脱出を果たした。

### 計画
アーマーン
メタトロンの空間圧縮特性を攻撃に転用した兵器。火星のバシリア領の地下に建造されており、その大きさはバシリアの領土のほぼ半分を占めている。実際には、地下構造物はアーマーンの制御スフィアに過ぎず、その本体は衛星フォボスそのものだった。空間圧縮効果によりエネルギー収縮を引き起こし、太陽系全域を巻き込み破壊する威力を持つ。完成すれば地球は火星に一切手が出せなくなる。名前の由来はエジプト神話に登場する幻獣「アメミット」の別の綴り（Amam）から。
アーマーン計画
「オービタルフレームの父」と呼ばれるリコア・ハーディマン博士によって立案された計画。その目的は火星の衛星フォボスに建造された軍事要塞「アーマーン」の空間圧縮効果によりエネルギー収縮を引き起こし太陽系全域を巻き込み、全てを破壊すること。中央部に建造されたウーレンベック・カタパルトは、地表に向けることで全てを飲み込む強力な衛星兵器となる。アーマーン計画の一環として、起動及び停止を司る鍵であるアヌビスとジェフティが開発された。

### その他
エンダー
「辺境に住む人々」の意だが「田舎者」のような意味合いで使われる。地球から見れば火星以遠に住む人々を、火星から見れば木星圏に住む人々のことを指す。宇宙開発の過程で、地球から離れるほど低い階級として差別される風潮が生まれ、エンダーの中の被差別への不満を抱いた層が反撃に出たことが「エンダーの領域（ゾーン・オブ・エンダーズ）」から発した戦いの発端であった。
上記のような意味合いを持たない、（コロニー含む）地球圏外に住まう人々を指す言葉として「エクストラパーソン」。火星で生まれ育った人々を指す言葉として「マーシャン」も存在する。
ランナー
機体（主にオービタルフレーム）の操縦者の名称として使われる固有名詞。「フレームランナー」とも呼ばれる。
時にランナーの操縦技術は機体の性能を上回って勝敗を左右する為、劇中ではそれを示唆するような台詞や描写が多々見られている。
はいだら
『ANUBIS』の劇中にてケンが叫ぶ単語。脚本の村田周陽が思い付いた言葉であり、意味は無く語源も不明である（ビジュアルワークス・オブ・アヌビス、カバー下より）。
ただし、村田がイベントでユーザーから意味を問われた際には、その度に異なる解答をした事もある。
後に発売されたスペシャルエディションのパッケージ裏の説明や後年の商品展開・イベントなどでは折にふれてこのセリフが用いられており、近年ではZ.O.Eシリーズを象徴する言葉になりつつある。
また、『メタルギアソリッド ピースウォーカー』や『メタルギアソリッドV』など後年のメタルギアシリーズで使用されている場合もある。
海外版の該当シーンでは、「Heave-ho!（わっしょい、よいしょ等の掛け声としての意味）」という単語が使われている。

## 関連のあるコナミ作品
- グラディウスシリーズ - 変形型LEVビックバイパーのモチーフになったのが、『グラディウス』の自機ビックバイパー。また、3Dシューティングゲーム「ゾラディウス」 (ZORADIUS) も、『グラディウス』が元になっている。
- beatmania IIDX substream  - THE EARTH LIGHTが『Z.O.E』にてcityのBGMとして使用されている（Z.O.E.内では「City」〜THE EARTH LIGHT〜という曲名になっている）。
- beatmania APPEND GOTTAMIX2 - 『Z.O.E』のBGM「Anubis (impossible)」のリミックス曲「Z.O.E (gamelan minimal mix)」が収録されている。
- 武装神姫 - OVA「武装神姫 MOON ANGEL」のある部屋にジェフティのポスターが飾られている。なお、あるショップにはアヌビスとビックバイパーが商品の箱に描かれている。
- pop'n music 8 - PlayStation 2移植版に、欧州版『ANUBIS』のテーマソング「Beyond the Bounds (Mitsuto Suzuki 020203 Mix feat.Sana)」がジャンル名「アヌビス」で収録され、主人公ディンゴとヒロインのケンが担当キャラクターとして登場する。
- メタルギアシリーズ
  - メタルギアソリッド ザ・ツインスネークス - あるキャラクターがロボットを語るシーンで本作の映像が流れる（オリジナル版では『ポリスノーツ』の映像だった）。
  - メタルギアソリッド2 - ゲーム内に登場する雑誌の表紙になっている他、『Z.O.E』のロゴがプリントされたダンボールが登場する。
  - メタルギアソリッド3 - ゲーム中に訪れるある部屋に、ジェフティのフィギュアが飾ってある。
  - メタルギアアシッド - 「ADA」「ジェフティ」がカードとして登場。使用するとテーマソングと共にジェフティ起動シーンのムービーや戦闘シーンが数秒再生される。
  - メタルギアアシッド2 - 前作同様に「ADA」「ジェフティ」がカード化。流れるムービーと歌は『ANUBIS』ではなく『Z.O.E』のものとなっている。
  - メタルギアソリッド4 - ゲーム中に手に入るipodデータの中に『Z.O.E』でEDとして流されていた曲を入手することが出来る。また、『ANUBIS』のメインテーマ「Beyond the Bounds」も入手可能。シャドーモセス島のとある場所にディンゴのポスターがある。オタコンが使っているPCのデスクトップはアヌビスのジャケット。
  - メタルギアソリッド ピースウォーカー - ゲームに登場するウォークマンの中にMGS4と同様「Beyond the Bounds」（VOCALOID音声）が収録されている。
  - メタルギアソリッドV ファントムペイン - ゲーム中で手に入る義手にジェフティの腕部を模した「HAND OF JEHUTY」が登場する。

### コラボ作品
- グランブルーファンタジー - 『M∀RS』発売記念としてジェフティがコラボユニットとして登場。